# Saint-Laurent, Cher
Saint-Laurent là một xã thuộc tỉnh Cher trong vùng Centre-Val de Loire miền trung Pháp.